# Pasar Rawa
Pasar Rawa is een bestuurslaag in het regentschap Langkat van de provincie Noord-Sumatra, Indonesië. Pasar Rawa telt 5216 inwoners (volkstelling 2010).